# 猿ヶ森砂丘

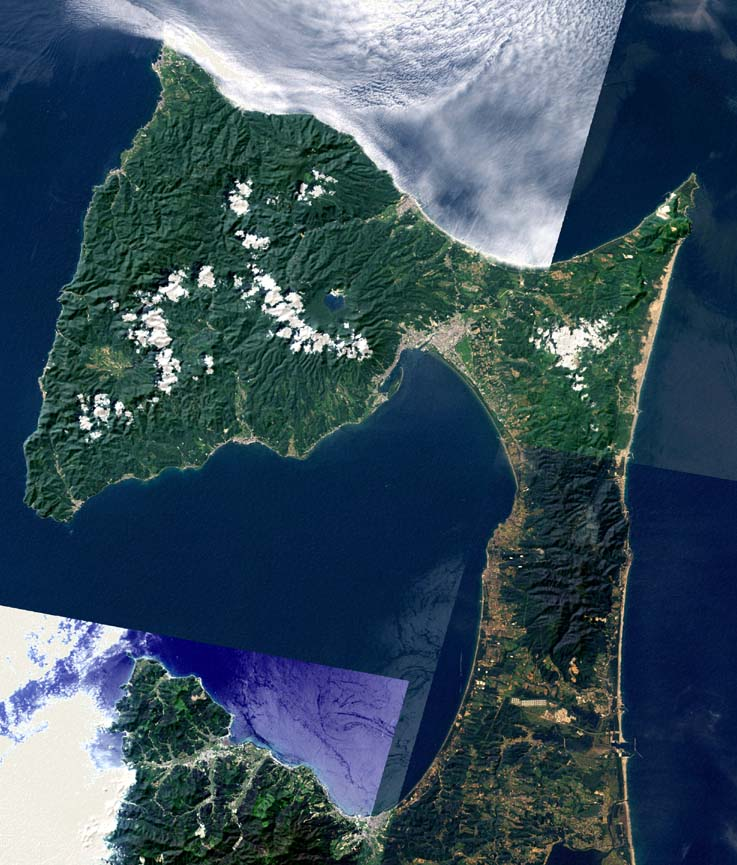
下北半島の東海岸に位置する

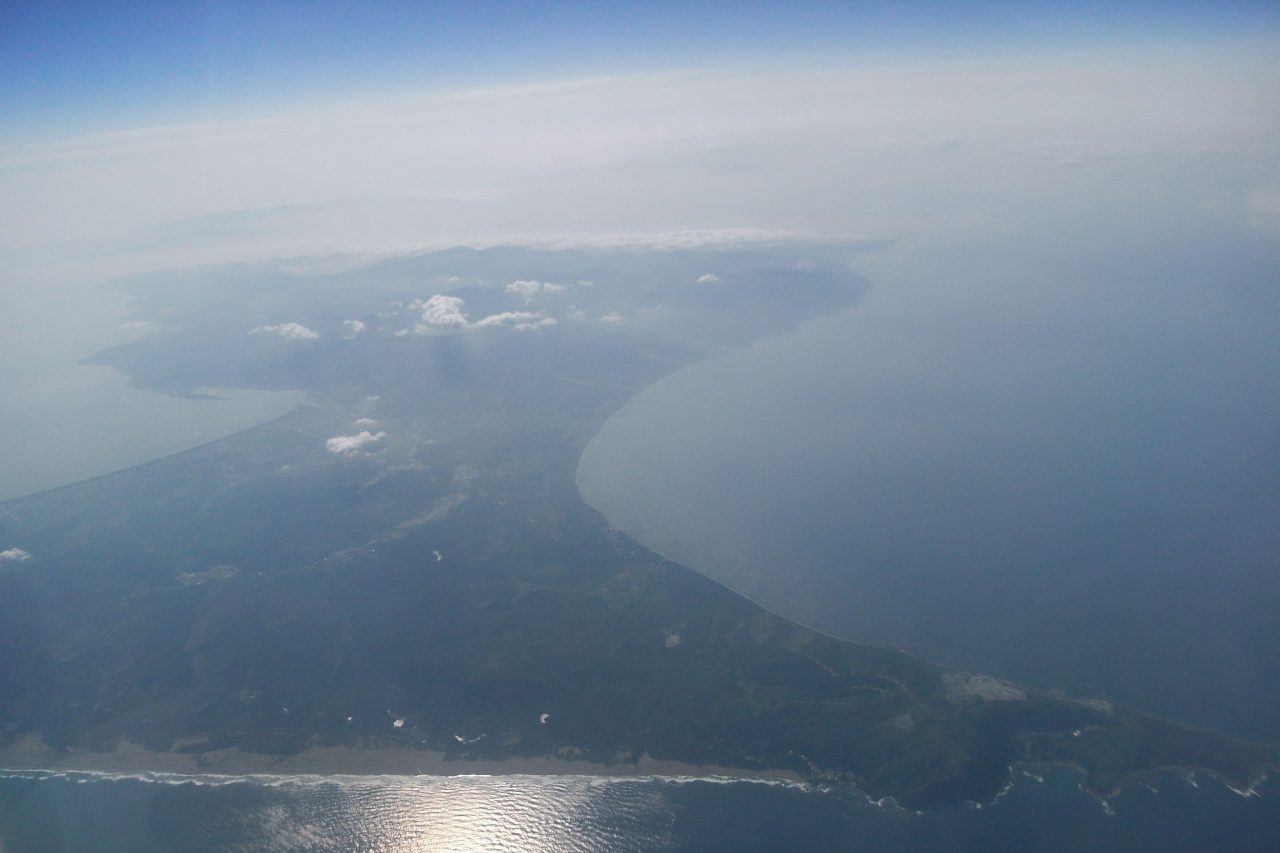
航空機より臨む猿ヶ森砂丘（手前）

猿ヶ森砂丘（さるがもりさきゅう）は、青森県下北郡東通村の尻労（）から小田野沢までの太平洋沿岸に広がる海岸砂丘。

## 概要
幅は東西約2 km、長さは南北約17 kmで、約6000年前の縄文海進期以降に太平洋からの砂が堆積して形成された。
「猿ヶ森」の名は、アイヌ語の「サル・カ・モライ」（湿地の上流にある流れの遅い川）に由来すると考えられている。下北砂丘（しもきたさきゅう）とも呼ばれる。

## 面積
「日本一広い砂丘」「鳥取砂丘の30倍」という情報は不正確な情報である。誤解は、砂丘と砂浜、更には砂浜全体と市区町村域でのデータが混同されたことで、日本一広い15,000 haもの面積を誇る砂丘という誤情報が広まったものであるが、本来の猿ヶ森砂丘の広さは広く見積もっても約3,000 ha程度である。
なおこの際、鳥取砂丘の面積は逆に過小評価されており、結局のところ猿ヶ森砂丘と鳥取砂丘の面積は同程度である。ちなみにその鳥取砂丘の面積も日本一ではないとされている。。
同じ青森県内の反対側（津軽地方）に位置する屏風山砂丘や鳥取砂丘など、他の大規模な砂丘との正確な比較もされておらず、日本一広い砂丘に関しては不明である。

## 観光・自然環境
ほぼ全域が防衛装備庁の下北試験場（弾道試験場）となっており、ほとんどの場所で一般人の立ち入りは出来ない。
ヒバの埋没林は数少ない観光スポットで、現在、目にすることが出来る「猿ヶ森ヒバ埋没林」は約800 - 1000年前のものとされ、青森県の指定自然環境保全地域にもなっている。かつて下北半島にはヒバの森が広がっていたが、自然現象による砂の移動と製鉄のための砂鉄採集や森林伐採など人為的な撹乱によって埋没林が形成された。
砂丘には大小20前後の砂丘湖が散在しており、大沼と左京沼はヒメマリモが生息している。また、砂丘の後背湿地にはハマニンニクやコウボウムギ、ケカモノハシの群落などの植生が見られ、コウベツブゲンゴロウ、オオヒメゲンゴロウ、エゾゲンゴロウモドキ、エゾコガムシなどの水生昆虫が生息、砂丘上ではオオマキバサシガメ、ニッポンハナダカバチの生息が確認されており、環境省の「生物多様性の観点から重要度の高い湿地」（重要湿地）に指定されている。砂丘にある沼は北から順に、
- 丸沼
- 小沼
- 井戸沼
- 妹沼
- 姉沼
- 長沼
- 大沼
- タカ沼
- タテ沼
- 赤川沼
- 片貝沼
- 左京沼
- 荒沼

などがあり、この他小さな沼が多数ある。